# 新奧爾良大廈
新奧爾良大廈（New Orleans）是一座位於荷蘭鹿特丹的43層摩天大樓，由葡萄牙建築師阿爾瓦羅·西塞·維埃拉設計。